# George Nelson (designer)
 (janvier 2025).
 (janvier 2025).
Pour les articles homonymes, voir George Nelson et Nelson.
George Nelson (1908-1986) est un designer, architecte et écrivain industriel américain qui a joué un rôle clé dans le développement du design moderne du milieu du siècle. En tant que directeur du design pour Herman Miller de 1945 à 1972, Nelson a présenté des meubles influents comme ''Coconut Chair'' (est un fauteuil à forme triangulaire inspiré d'un quartier de noix de coco, conçu pour allier confort et design audacieux), le canapé Marshmallow et la ''Ball Clock'', qui sont devenus emblématiques dans le design moderne. Le travail de Nelson s'est étendu au-delà du mobilier pour découvrir la conception, l'urbanisme et le journalisme, où il a articulé les principes d'un design fonctionnel et accessible. Ses contributions à la théorie et à la pratique du design ont fait de lui l'une des figures les plus éminentes de la conception américaine du XXe siècle.

## Début de vie et scolarité
George Nelson nait le 29 mai 1908 à Hartford, dans le Connecticut, au sein d'une famille américaine. Il étudie au Hartford Public High School, où il obtient son diplôme en 1924. Après sa graduation, il est admis à l’Université Yale. Au départ, l'architecture ne l’intéressait pas particulièrement, mais c’est l’exposition « A Cemetery Gateway » des étudiants de la faculté d'architecture de Yale qui éveille son intérêt pour cette profession. George Nelson commence alors ses études en architecture en 1925. En 1928, il est diplômé de l'Université Yale avec un baccalauréat en art et, en 1931, il obtient un baccalauréat en beaux-arts avec mention de l'école d'art de l'Université Yale. Au cours de son parcours scolaire, il a eu la chance de publier quelques-uns de ses croquis dans les magazines d'architecture Architecture et Pencil Points. Quelques années plus tard, Nelson participe et gagne le concours du prix de Rome, ce qui lui permet d'aller étudier à l'Académie américaine à Rome, où il étudiera de 1932 à 1934. Cette bourse lui permis entre autres de passer en entrevue des architectes de renoms tels Le Corbusier, Mies van der Rohe, Walter Gropius et Gio Ponti.

## Carrière

### 1935 à 1945: Les débuts

#### Rédacteur chez Architectural Forum
George Nelson a entamé sa carrière dans le domaine du design en 1935 en tant que rédacteur pour la revue américaine d'architecture et de construction, Architectural Forum. Nelson réclame le rôle de premier rédacteur associé alors qu'il publie un article sur le design avant-gardiste européen dans la revue Pencil Points.
En 1943, il développe le concept "Grass on Main Street," qui inspirera la création des centres commerciaux de l'après-guerre. Sa vision était de permettre aux parents de faire leurs courses tout en ayant la tranquillité d'esprit, sachant que leurs enfants s'amusaient en toute sécurité dans des parcs adjacents. Ce concept incluait des aires de jeux verdoyantes avec des balançoires et des bacs à sable, créant ainsi un environnement familial où les parents pouvaient se détendre sur des bancs entourés de buissons tout en surveillant leurs enfants.
En 1944, il publie le livre Tomorrow's House, en collaboration avec son collègue Henry Wright, qui traite de l’architecture et du design de meubles résidentiels. Ce livre propose des concepts novateurs, comme le "Storagewall," qui transforme l'intérieur des murs en un espace de rangement modulable. Cette idée est considérée par beaucoup comme révolutionnaire, contribuant à faire du livre un best-seller. Cette idée capte notamment l’attention de D. J. DePree, le président de la célèbre entreprise de mobilier Herman Miller Inc. Cet événement marque un tournant décisif dans sa trajectoire, propulsant Nelson vers des projets emblématiques qui façonneront le design moderne.

#### Cabinet d'architecture
En 1936, George Nelson ouvre son propre cabinet d'architecture à New York en collaboration avec William Hamby, axant leur travail sur le design moderne. Ensemble, ils conçoivent des maisons privées à travers New York, notamment la maison de Sherman Fairchild en 1941. Malheureusement, leur partenariat prend fin en raison de la Seconde Guerre mondiale.

#### Enseignant en architecture
Lorsque les États-Unis prennent part à la Seconde Guerre mondiale, Nelson se tourne vers l'enseignement. Il enseigne l'architecture à l'Université de Colombia.

### 1946 à 1972: Herman Miller Inc.
En 1946, George Nelson accepte le poste de directeur du design chez Herman Miller, un rôle qui lui est offert par D.J. DePree, le président de l'entreprise. À cette époque, Nelson ne possède aucune formation formelle en design industriel. Cependant, DePree l’a choisi pour sa vision originale et innovante, qu’il avait déjà démontrée à travers divers projets antérieurs.
Au cours de ses 25 ans passés au sein de la société, Nelson transforme radicalement la perception du mobilier moderne en intégrant des concepts esthétiques et fonctionnels qui redéfinissent le design de meuble. Parmi ses créations les plus emblématiques figurent le canapé « Marshmallow », le banc Nelson, le bureau en L, la bibliothèque modulable CSS et les lampes « Bubble ».
Nelson joue également un rôle clé dans le succès de Herman Miller en recrutant des artistes et designers de renom tels qu'Isamu Noguchi et Charles Eames. Ces collaborations créatives auront un impact durable sur l'identité de la marque et contribueront à établir Herman Miller comme un leader incontesté du design moderne.

### 1947 à 1986: George Nelson Associates, Inc.
En 1947, peu après avoir acquéri son rôle chez Herman Miller, George Nelson ouvre son propre bureau de design à New York.
En 1955, Nelson a rebaptisé sa compagnie George Nelson Associates, Inc.. Le studio a attiré de nombreux designers notables de l'époque, tels Irving Harper et Ernest Farmer, qui ont créé des produits sous le label George Nelson pour Herman Miller. Parmi les objets conçus par Nelson et ses collaborateurs, certains sont reconnus comme des icônes du modernisme. Nelson cherchait à intégrer le design moderne dans la vie quotidienne américaine.
En 1957, George Nelson se lance dans un partenariat avec la marque de design Vitra. À travers cette collaboration, il introduit une gamme d'accessoires, notamment des horloges.
En plus du design de produits, Nelson a mis en œuvre des pratiques novatrices en gestion de l'image de marque et en design d'exhibition et de salle d'exposition.

## Influence et héritage
George Nelson Associates, Inc. et les expositions conçues pour Herman Miller ont établi le modernisme comme une force majeure dans la société. Depuis le milieu des années 1940 jusqu’à la fin des années 1990, George Nelson Associates, Inc. a collaboré avec de nombreux designers modernistes de renom. Cette influence est en partie due à l’expérience de Nelson en tant que rédacteur en chef de magazines et à ses talents d’écrivain. Ses écrits ont joué un rôle dans la légitimation et la promotion du design industriel, notamment par la création d’un magazine spécialisé en 1953. Nelson a également publié plusieurs livres et a organisé des conférences influentes, comme les rassemblements de design Aspen, où il a été une figure centrale pendant plus de 30 ans.

### Héritage laissé dans l'architecture et dans le mobilier
George Nelson, connu pour son approche innovante du design de mobilier, a influencé l’histoire en mettant l’accent sur la modularité et la flexibilité, des concepts qui ont transformé l’utilisation de l’espace dans les intérieurs modernes.
Il a joué un rôle crucial dans la promotion et l’établissement du modernisme comme un mouvement majeur dans la culture et la société, en partie grâce à ses collaborations avec la société Herman Miller qui a aidé à populariser et à solidifier les principes du modernisme, influençant ainsi de nombreux aspects du design et de l’architecture contemporains. Selon Nelson, le design devait être à la fois fonctionnel et esthétique, une philosophie qui a influencé de nombreux designers contemporains. Ses concepts continuent d'être enseignés pour leur esthétique qui dure dans le temps et leur influence durable sur le design moderne.

### Impact culturel et éducatif
Il a laissé une empreinte indélébile sur le monde du design grâce à ses contributions à la fois éducatives et culturelles. Ses écrits ont non seulement formé des générations de designers, mais ont également établi des principes de design qui demeurent pertinents aujourd'hui. En tant que mentor, ses idées et philosophies continuent d'inspirer et de guider les designers contemporains, témoignant de l'héritage durable qu'il a laissé dans ce domaine.

## Conceptions

### Œuvres emblématiques
- 1947 : Lampe « Bubble » : Cette conception est inspirée des luminaires suédois afin de concevoir la fameuse lampe en 1947. Cette lampe a été faite au début en soie et avec des suspension en bois. Afin de réduire les coûts de fabrication, Nelson décide de changer par un matériau très léger comme le polymère et remplace les suspensions de bois par une suspension fine en acier afin de garder une forme élégante et faire ressortir la forme de la lampe. Aujourd'hui, nous pouvons trouver cette lampe en plusieurs formes, une plus ronde et d'autres plus ovales[14],[15]
- 1956 : Le canapé « Marshmallow »: ce canapé est conçu de 18 coussins de mousse recouvert en cuir ayant chacun 12 pouces de diamètre, sont placés à intervalles sur une structure d’acier. Ce canapé donne l’impression d’être assis sur plusieurs marshmallows flottants. Inspiration crée grâce à un travailleur d’une entreprise de plastic s’était approché à Nelson et Irving Harper[11],[16],[17].

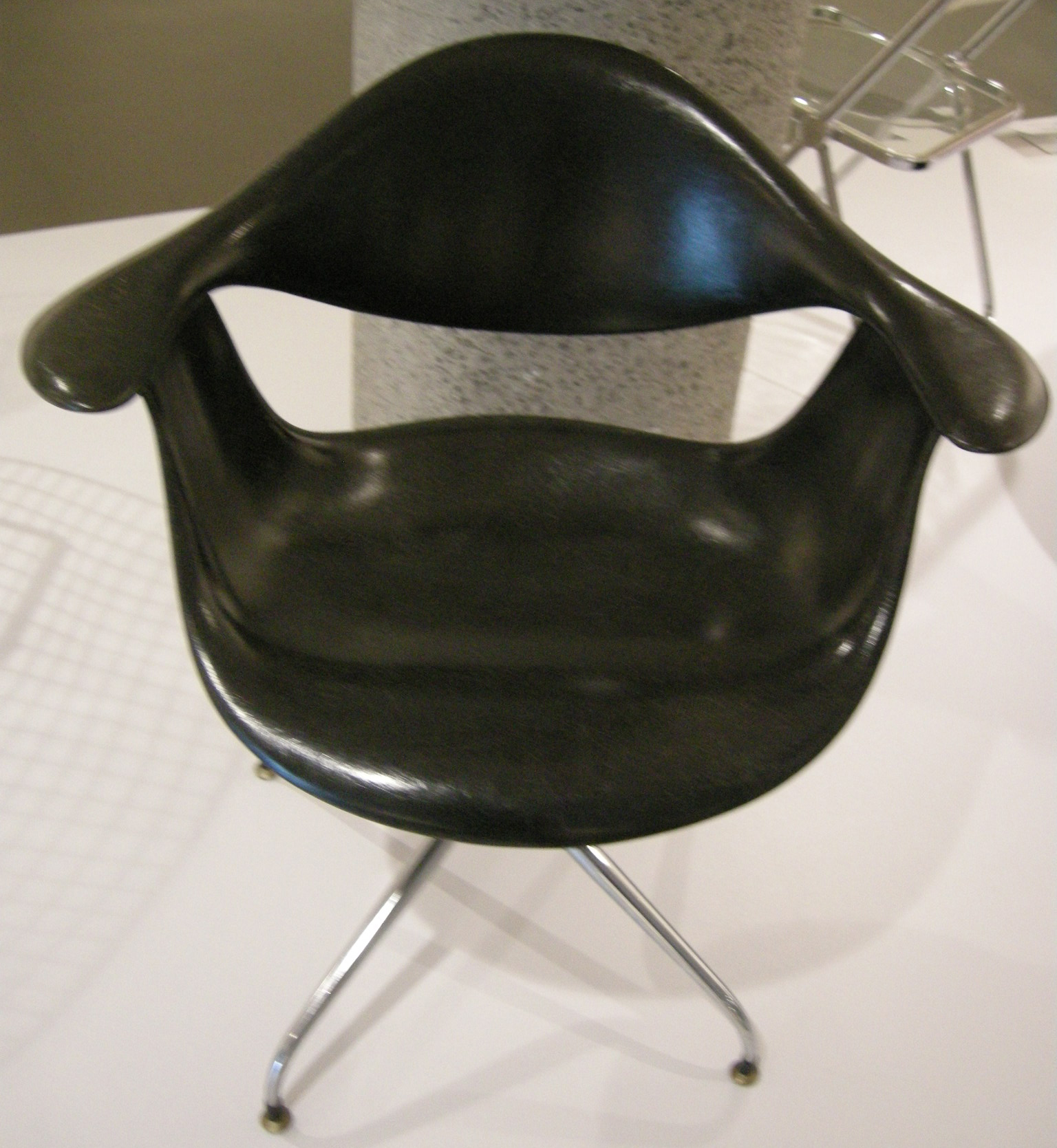
Chaise MAA.

- 1958 : La chaise MAA : chaise ayant une coque ergonomique en fibre de verre inclinable est montée sur une structure d’aluminium[18],[19],[20],[21].

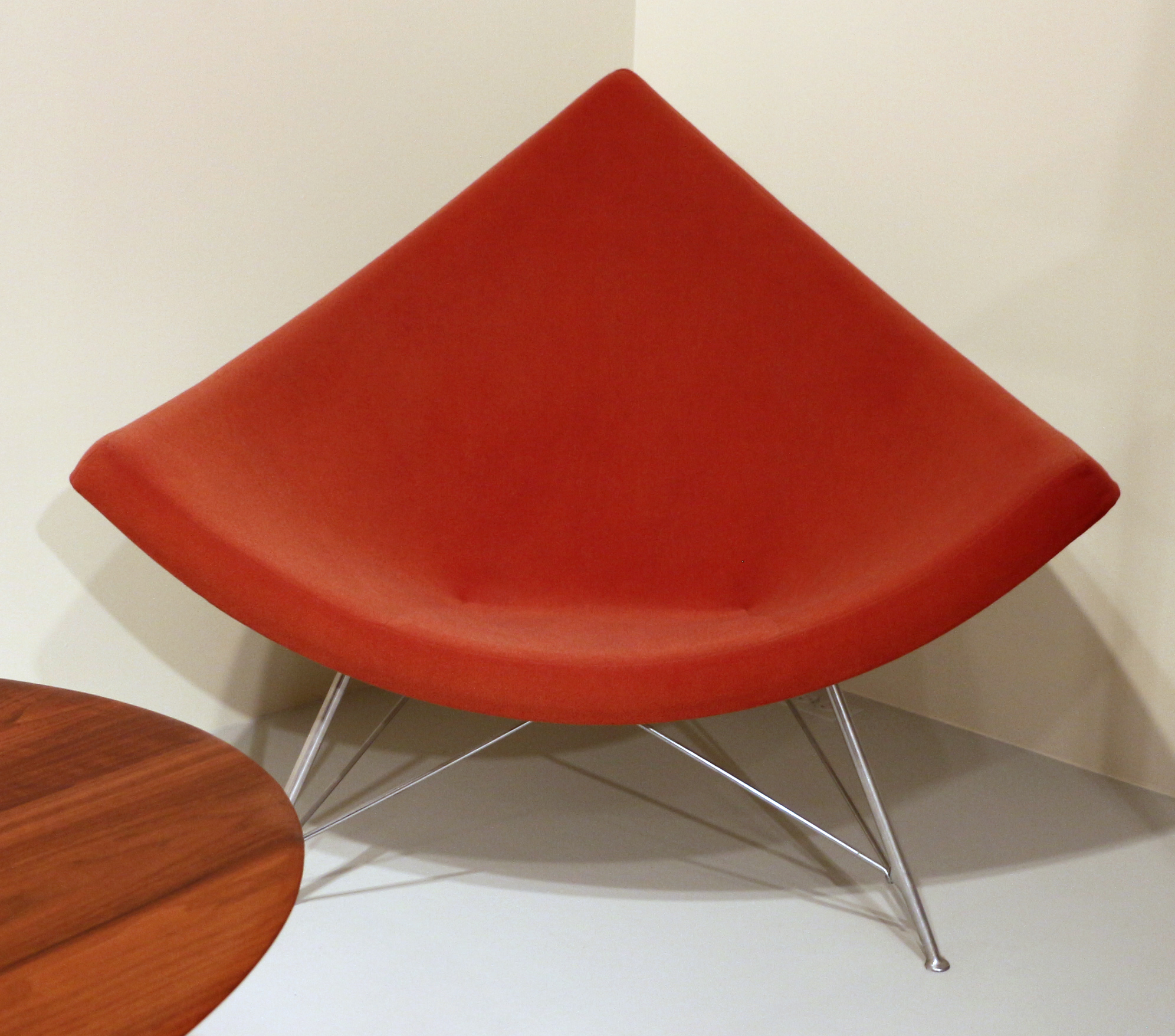
Coconut chair, George Nelson

- 1954 : La chaise « Coconut »: Georges Nelson s’est inspiré de Joan Miró et Alexander Calder afin de fabriquer le Coconut chair ; pièce iconique du mouvement Streamline, est une chaise fait référence à une partie de la coque de noix de coco. Cette forme triangulaire faite en cuir et placée sur une structure en métal[22].
- 1977 : Son livre "How to See"[23],[6]

### Autres œuvres
- 1941 : « Sherman Fairchild House »[6]
- 1957 : Modèle de maison expérimental, dessin et maquette intérieure : Publier dans le « Architectural Record » au mois de décembre, est un concept à la fois élégant et fonctionnel, intégrant des cubes en aluminium couronnés de dômes translucides[11],[6].
- 1959 : « Jungle Gym » structure de l'Exposition nationale américaine à Moscou[11].
- 1959 : Le Dôme géodésique de « Buckminster Fuller » a accueilli le film de sept ans de son équipe lors de l'exposition de Moscou. Cela faisait partie de l'Exposition universelle de Moscou en 1967[11].
- 1959 : « Parapluies en fibre de verre » à l'exposition Moscou[11]
- 1968 : « Studio de Rosenthal » à New York[11]
- 1970 : « La Potagerie soupe restaurant », à New York, il conçu l’intérieur moderne et convivial ou les clients déguste une variété de soupes[11].

## Distinctions
- 1932 : Prix de Rome en architecture[24],[25]
- 1953 : Médaille d'or, Art Directors Club de New York[25]
- 1952 : "Prix de l'American Institute of Architects"[12]
- 1953 : Meilleur bureau de l'année, New York Times [25]
- 1954 : Prix Trailblazer, National Home Furnishings League[25]
- 1954 : Prix Good Design, Museum of Modern Art[25]
- 1965 et 1982 : Président, International Design Conference à Aspen[25]
- 1970 : Médaille d'or de l'American Institute of Architects[12]
- 1980 : "National Design Award" par le Smithsonian Cooper-Hewitt, Museum of Design[12]
- 1984 : Chercheur en résidence, Smithsonian Institution National Museum of Design[25]
- 1991 : Prix pour l'ensemble de sa carrière, American Institute of Graphic Arts[25]

## Expositions
- 1946 : The Museum of Modern Art (MoMA) : Nelson a exposé plusieurs fois dans les années 1940 et 1950, notamment dans des expositions comme "Modern Furniture"[26],[12].
- 1949 : "Design for Living" : Cette exposition a eu lieu au MoMA[12],[26].
- 1965 et 1982 : International Design Conference à Aspen : Nelson a été président lors de plusieurs éditions[12],[26].
- 1967 : Expositions de Moscou[11].